# Мумия (фильм, 2026)
«Мумия» (англ. The Mummy) — будущий американский фильм ужасов о сверхъестественном, снятый и написанный режиссёром Ли Кронином и спродюсированный Джейсоном Бламом и Джеймсом Ваном. Главные роли исполнили Джек Рейнор, Лаия Коста, Вероника Фалькон и Мэй Каламави.
«Мумия» будет выпущена в прокат кинокомпанией New Line Cinema 17 апреля 2026 года, что сделает её первым фильмом франшизы, который не будет распространяться кинокомпанией Universal Pictures.

## В ролях
- Джек Рейнор[2] — Стив Баннинг
- Лаия Коста[3]
- Вероника Фалькон[4]
- Мэй Каламави[4]
- Мэй Элгети[4]
- Натали Грэйс

## Производство

### Разработка
В июне 2024 года стало известно, что кинокомпания New Line Cinema назначила дату премьеры неназванного фильма, написанного и снятого Ли Кронином, на 17 апреля 2026 года. В декабре 2024 года было объявлено, что тем самым фильмом была новая «Мумия». Производством фильма занимались компании Atomic Monster, Blumhouse Productions и Doppelgängers.
В марте 2025 года главные роли в фильме получили Джек Рейнор и Лаия Коста. В апреле к актёрскому касту присоединились Вероника Фалькон, Мэй Каламави и Мэй Элгети.

### Съёмки
Основные съёмки фильма стартовали 24 марта 2025 года в Ирландии и Испании.

## Релиз
«Мумия» будет выпущена в кинотеатрах США 17 апреля 2026 года кинокомпанией New Line Cinema.